# Station Gdynia Chylonia
Station Gdynia Chylonia is een spoorwegstation in de Poolse plaats Gdynia.